# 山城琉飛
山城琉飛（2009年12月6日—），日本兒童演員，出生於神奈川縣，隸屬於星塵傳播製作部。前童星山城紗良是她的妹妹。

## 電視

### 電視劇
- 砂之塔〜知道太多事情的鄰居（2016年，TBS）
- Byplayers（2017年，東京電視台）
- 記憶（2018年，富士電視台）
- 夏洛克：未敘之章 (2019年, 富士電視台)